# A Gente Se Vê Lá!
1. REDIRECIONAMENTO Discografia de Calcinha Preta